# Kandalakcha
Kandalakcha (en russe : Кандалакша ; en finnois : Kantalahti ; en carélien : Kannanlakši) est une ville de l'oblast de Mourmansk, en Russie. Sa population s'élève à 30 575 habitants en 2019.

## Géographie
Kandalakcha est située au fond du golfe de Kandalakcha, dans la mer Blanche. Kandalakcha se trouve au-delà du cercle polaire, à 205 km au sud de Mourmansk et à 1 298 km au nord de Moscou.
La ville est le centre administratif du raïon de Kandalakcha et de l'arrondissement urbain du même nom.

### Climat
| Mois                                        | jan.       | fév.       | mars       | avril      | mai       | juin      | jui.      | août      | sep.      | oct.       | nov.       | déc.       | année      |
| ------------------------------------------- | ---------- | ---------- | ---------- | ---------- | --------- | --------- | --------- | --------- | --------- | ---------- | ---------- | ---------- | ---------- |
| Température minimale moyenne (°C)           | −15,8      | −15,4      | −11,1      | −5,1       | 1,1       | 7         | 10,5      | 8,4       | 3,8       | −1,4       | −7,5       | −12        | −3,1       |
| Température moyenne (°C)                    | −11,4      | −10,9      | −6,2       | −0,5       | 5,3       | 11,5      | 14,9      | 12,6      | 7,6       | 1,4        | −4,4       | −8,2       | 1          |
| Température maximale moyenne (°C)           | −7,7       | −6,9       | −1,6       | 3,8        | 9,8       | 16,2      | 19,5      | 16,9      | 11,4      | 4          | −1,9       | −5         | 4,9        |
| Record de froid (°C) date du record         | −43,5 1985 | −41,6 1946 | −34,6 1971 | −27,9 1933 | −15 1971  | −4,5 1916 | 1,8 1917  | −3,6 1980 | −9,7 1968 | −21,8 1968 | −30,4 2002 | −39,5 1919 | −43,5 1985 |
| Record de chaleur (°C) date du record       | 7,5 1971   | 8 1972     | 12,2 2007  | 18,9 1921  | 27,2 1984 | 31,4 1974 | 31,6 1945 | 32 2018   | 22,1 1968 | 14,7 2005  | 11,4 1975  | 8 2007     | 32 2018    |
| Précipitations (mm)                         | 41         | 34         | 30         | 28         | 45        | 56        | 75        | 63        | 56        | 53         | 46         | 44         | 791        |
| dont neige (cm)                             | 42         | 56         | 63         | 41         | 2         | 0         | 0         | 0         | 0         | 1          | 10         | 24         | 239        |
| Record de pluie en 24 h (mm) date du record | 20 1973    | 15 1960    | 17 1961    | 24 2001    | 40 1977   | 48 1966   | 51 1944   | 45 1922   | 37 2004   | 30 1995    | 23 2019    | 24 2017    | 51 1944    |
| Nombre de jours avec précipitations         | 1          | 2          | 3          | 9          | 18        | 18        | 18        | 18        | 19        | 15         | 6          | 3          | 130        |
| Humidité relative (%)                       | 86         | 84         | 81         | 75         | 72        | 69        | 74        | 79        | 84        | 86         | 89         | 87         | 81         |
| Nombre de jours avec neige                  | 24         | 23         | 22         | 15         | 9         | 1         | 0         | 0         | 1         | 11         | 21         | 24         | 151        |
| Nombre de jours d'orage                     | 0          | 0          | 0          | 0          | 1         | 2         | 3         | 2         | 0,3       | 0,03       | 0          | 0          | 8          |
| Nombre de jours avec brouillard             | 1          | 1          | 2          | 2          | 2         | 1         | 2         | 2         | 3         | 2          | 1          | 1          | 20         |

| Diagramme climatique                                  |             |             |           |          |         |            |           |           |         |            |         |
| J                                                     | F           | M           | A         | M        | J       | J          | A         | S         | O       | N          | D       |
| −7,7−15,841                                           | −6,9−15,434 | −1,6−11,130 | 3,8−5,128 | 9,81,145 | 16,2756 | 19,510,575 | 16,98,463 | 11,43,856 | 4−1,453 | −1,9−7,546 | −5−1244 |
| Moyennes : • Temp. maxi et mini °C • Précipitation mm |             |             |           |          |         |            |           |           |         |            |         |

## Histoire
Les découvertes archéologiques témoignent de l'habitat à l'âge de pierre. 
Des documents médiévaux parlent du peuple sami qui vivait dans la région.
La localité existe depuis le XIe siècle. Avec tout le sud de la péninsule de Kola, elle fut incorporée, au XIIIe siècle, à la république de Novgorod. 
En 1478, elle fut annexée au grand-duché de Moscou.
Le village de Kantalahti est mentionné pour la première fois en 1526. C'était un important centre de pêche, de chasse et de commerce, où une église fut construite. 
En 1553, le monastère de Kantalahti fut fondé, et il effectua un travail missionnaire parmi les Sâmis.
Au cours de son histoire, Kantalahti fut attaquée à plusieurs reprises par des envahisseurs. Les Suédois pillèrent et brûlèrent Kantalahti en 1590, une troupe de Cosaques de Lituanie détruisit le village en 1613 et les Anglais l'incendièrent en 1855.
La construction de la voie ferrée de Mourmansk en 1915 et 1916 amena de nombreux nouveaux habitants dans la région. 
Pendant la guerre civile russe, les gardes rouges finlandais et les forces caréliennes arrêtèrent l'attaque finlandaise de Kantalachka au printemps 1918. Plus tard, la région fut occupée par des troupes anglaises et américaines.
En 1920, Kantalachka fut incorporée à la Commune des travailleurs de Carélie, qui devint plus tard la république socialiste soviétique autonome de Carélie.

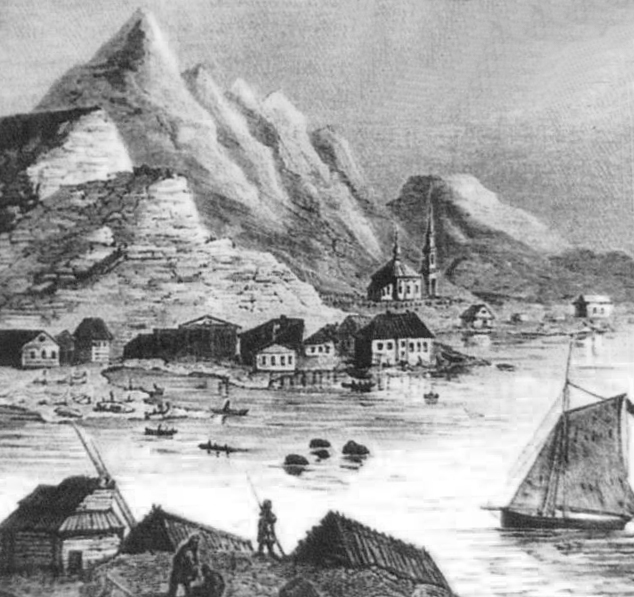
Kandalakcha au XIXe siècle, gravure de Karazine.
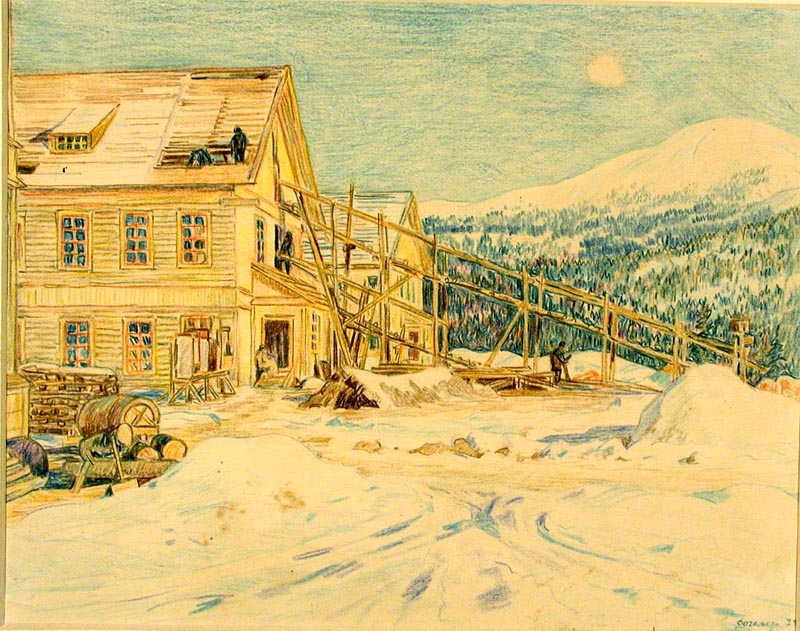
Heinrich Vogeler: Kandalakcha (1934), aquarelle, musée régional de Carélie.

La construction d'un port de mer débuta en 1915 et la voie ferrée Moscou – Mourmansk traversant la ville fut ouverte en 1918. Kandalakcha accéda au statut de ville en 1938.
En 2008, la maire de la ville Nina Varlamova, est assassinée par un homme instable en pleine rue.

## Population
La population de Kandalakcha a connu une diminution rapide depuis la dislocation de l'Union soviétique, passant de 54 000 à 30 000 habitants.
Recensements (*) ou estimations de la population
| 1897* | 1926* | 1937*  | 1939*  | 1959*  | 1970*  |
| ----- | ----- | ------ | ------ | ------ | ------ |
| 400   | 4 195 | 15 582 | 22 172 | 38 222 | 42 656 |

| 1979*  | 1989*  | 2002*  | 2010*  | 2013   | 2014   |
| ------ | ------ | ------ | ------ | ------ | ------ |
| 45 430 | 54 080 | 40 564 | 35 654 | 34 127 | 33 542 |

| 2015   | 2016   | 2017   | 2018   | 2019   | 2020 |
| ------ | ------ | ------ | ------ | ------ | ---- |
| 32 945 | 32 592 | 32 034 | 31 329 | 30 575 | -    |

## Religion

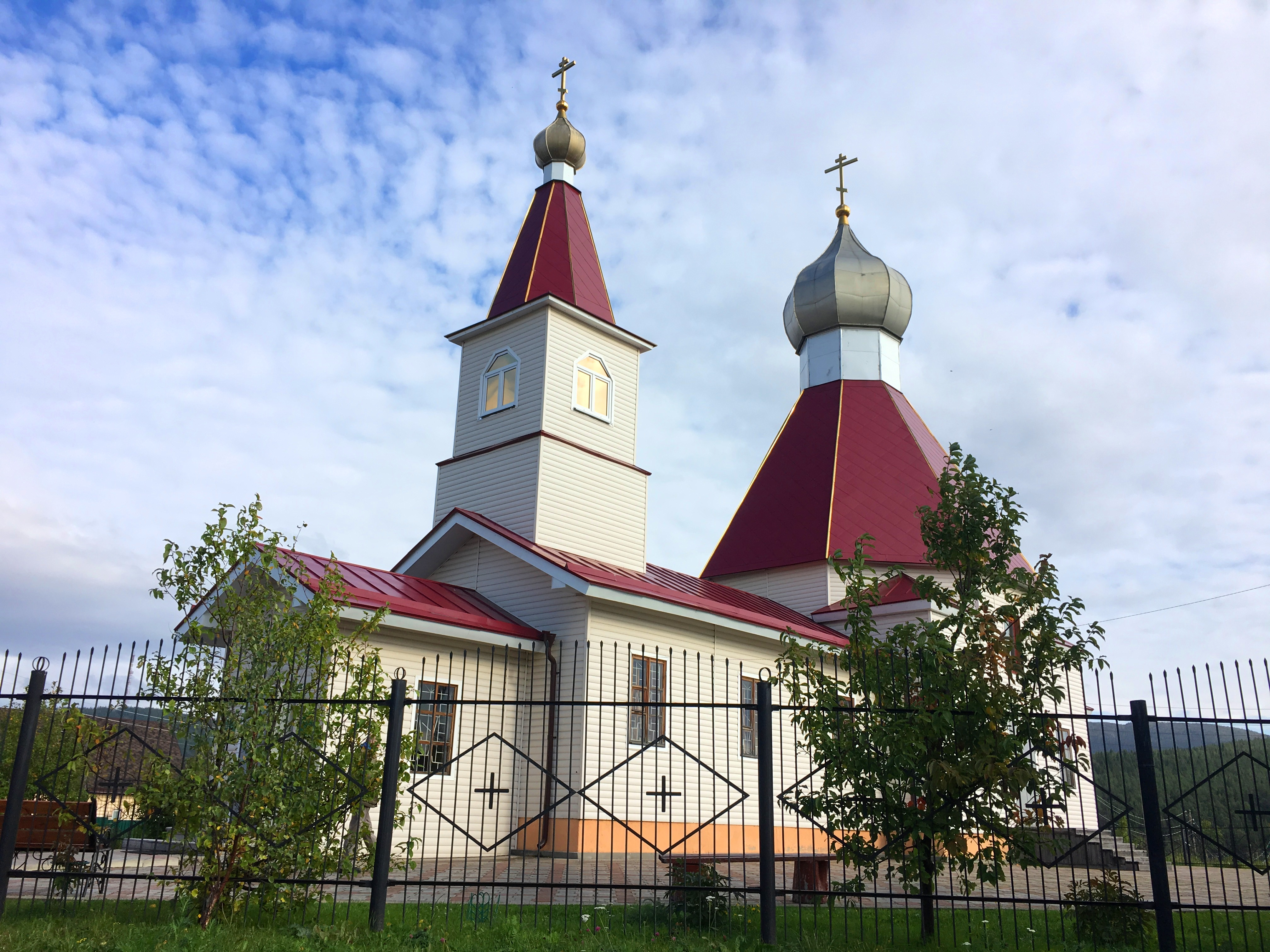
Église de la Nativité-de-Saint-Jean-Baptiste.

La majorite de la population est baptisée dans l'Église orthodoxe russe. Elle dispose à Kandalakcha de quatre lieux de culte : l'église de la Nativité-de-Saint-Jean-Baptiste, construite en 2005, l'église Sainte-Nina, la chapelle Saint-Michel-Archange (à l'hôpital) et la chapelle Saint-Tryphon (à la maison de retraite). Elles dépendent de l'éparchie de Mourmansk.

## Économie
La principale entreprise de la ville est l’Usine d’aluminium de Kandalakcha (Кандалакшский алюминиевый завод, КАЗ, Kandalakchski aliouminievy zavod, KAZ), appartenant au groupe SUAL (СУАЛ).